# 奧氏月鰺
奧氏月鰺（学名：Selene orstedii），為輻鰭魚綱鱸形目鱸亞目鰺科月鰺屬下的一個種，屬於熱帶海水魚，東太平洋區，從墨西哥下加利福尼亞半島至哥倫比亞海域，體短呈菱形且側扁，頭部輪廓陡峭且額頭突起，背鰭2個，背鰭硬棘8枚、背鰭軟條17-18枚，第二背鰭及臀鰭軟條呈絲狀延伸，尾鰭叉形，體無鱗，體色完全是銀色的，帶有藍綠色光澤，幼魚體淡黃色，體側具4、5條深色橫帶，體長可達33公分，棲息在底中層水域，成小群活動，以甲殼類、頭足類及多毛類為食，生活習性不明，可做為食用魚及遊釣魚。